# Grupo de Artillería de Defensa Aérea 121
El Grupo de Artillería de Defensa Aérea 121 (GADA 121) fue una unidad del Ejército Argentino basada en la Guarnición de Ejército «Santa Fe».
Dependía del Comando de Artillería del II Cuerpo de Ejército.

## Historia
El Grupo de Artillería de Defensa Aérea 121 o GADA 121 se creó en el año 1943.
El GADA 121 integró el Agrupamiento C que se desplazó a la provincia de Tucumán por orden del Comando General del Ejército para reforzar la V Brigada de Infantería que llevaba adelante el Operativo Independencia. El Agrupamiento C se turnaba con los Agrupamientos A y B, creados para el mismo fin. En cada partida se enviaba un oficial y tres suboficiales.
El GADA 121 fue disuelto en 1996 y sus cuarteles quedaron a cargo del Destacamento de Vigilancia Cuartel «Guadalupe».